# Francesco Acquaroli (politico)
Francesco Acquaroli (Macerata, 25 settembre 1974) è un politico italiano, dal 30 settembre 2020 presidente della Regione Marche.
È stato consigliere comunale e sindaco di Potenza Picena, consigliere regionale delle Marche dal 2010 al 2014 e deputato alla Camera dal 23 marzo 2018 al 22 ottobre 2020 per Fratelli d'Italia.

## Biografia
Nato a Macerata, ma residente a Potenza Picena (Macerata), dopo aver conseguito il diploma di maturità e laurea in economia e amministrazione dell'impresa all'Università Politecnica delle Marche, diventa un consulente finanziario e ha una azienda agricola di famiglia.

### Primi passi in politica
Inizia sin da giovanissimo il suo impegno politico nel Movimento Sociale Italiano, durante i suoi ultimi anni di attività, che, con la svolta di Fiuggi di Gianfranco Fini, aderisce al suo scioglimento e confluenza in Alleanza Nazionale (AN).
Alle elezioni comunali nelle Marche del 1999 si candida al consiglio comunale di Potenza Picena, in una lista civica, risultando eletto consigliere comunale. Alle comunali marchigiane del 2004 viene rieletto consigliere, in lista civica di centro-destra, e alle elezioni del 2009 si candida a sindaco, sostenuto dalla lista civica di centro-destra Acquaroli Sindaco, raccogliendo il 33,67% dei voti e venendo tuttavia sconfitto dal sindaco uscente di centro-sinistra Sergio Paolucci (39,47%). Viene comunque eletto consigliere comunale.

### Consigliere regionale delle Marche
Nel 2009 aderisce alla confluenza di AN nel Popolo della Libertà (PdL), con cui alle elezioni regionali nelle Marche del 2010 si candida tra le sue liste, a sostegno dell'ex sindaco di Civitanova Marche Erminio Marinelli, risultando eletto nel collegio di Macerata in consiglio regionale delle Marche.
A dicembre 2012 partecipa alla scissione del PdL guidata da Giorgia Meloni, Ignazio La Russa e Guido Crosetto che porta alla fondazione di Fratelli d'Italia (FdI).

### Sindaco di Potenza Picena
Alle elezioni comunali nelle Marche del 2014 si candida nuovamente a sindaco di Potenza Picena, sostenuto dalle liste civiche Acquaroli e Acquaroli Sindaco, raccogliendo il 46,67% dei voti al primo turno e accedendo al ballottaggio con il candidato di centro-sinistra Fausto Cavalieri (36,39%). Al ballottaggio dell'8 giugno Acquaroli viene eletto sindaco col 57,31% contro il 42,69% ottenuto da Cavalieri. Per tale motivo a luglio 2014 si dimette da consigliere regionale a causa dell'incompatibilità tra le due cariche.
Alle elezioni regionali nelle Marche del 2015 viene candidato alla presidenza della Regione, sostenuto da FdI e la Lega Nord, raccogliendo il 18,98% dei voti e venendo sconfitto dal candidato di centro-sinistra Luca Ceriscioli (41,07%) e superato da quello del Movimento 5 Stelle Giovanni Maggi (21,78%).

### Deputato alla Camera
Alle elezioni politiche del 2018 viene candidato alla Camera dei deputati, tra le liste di Fratelli d'Italia nel collegio plurinominale Marche - 01, risultando eletto deputato e dimettendosi da sindaco l'8 giugno, venendo sostituito dal vicesindaco Noemi Tartabini. Nella XVIII legislatura della Repubblica è stato capogruppo per Fratelli d'Italia nella Commissione parlamentare per le questioni regionali, componente della 6ª Commissione Finanze (2018-2019) e della 10ª Commissione Attività produttive, commercio e turismo (2019-2020).
Alle elezioni europee del 2019 viene candidato al Parlamento europeo, tra le liste di Fratelli d'Italia nella circoscrizione Italia centrale, piazzandosi in quarta posizione con 9.086 preferenze ma risultando non eletto.

### Presidente della Regione Marche

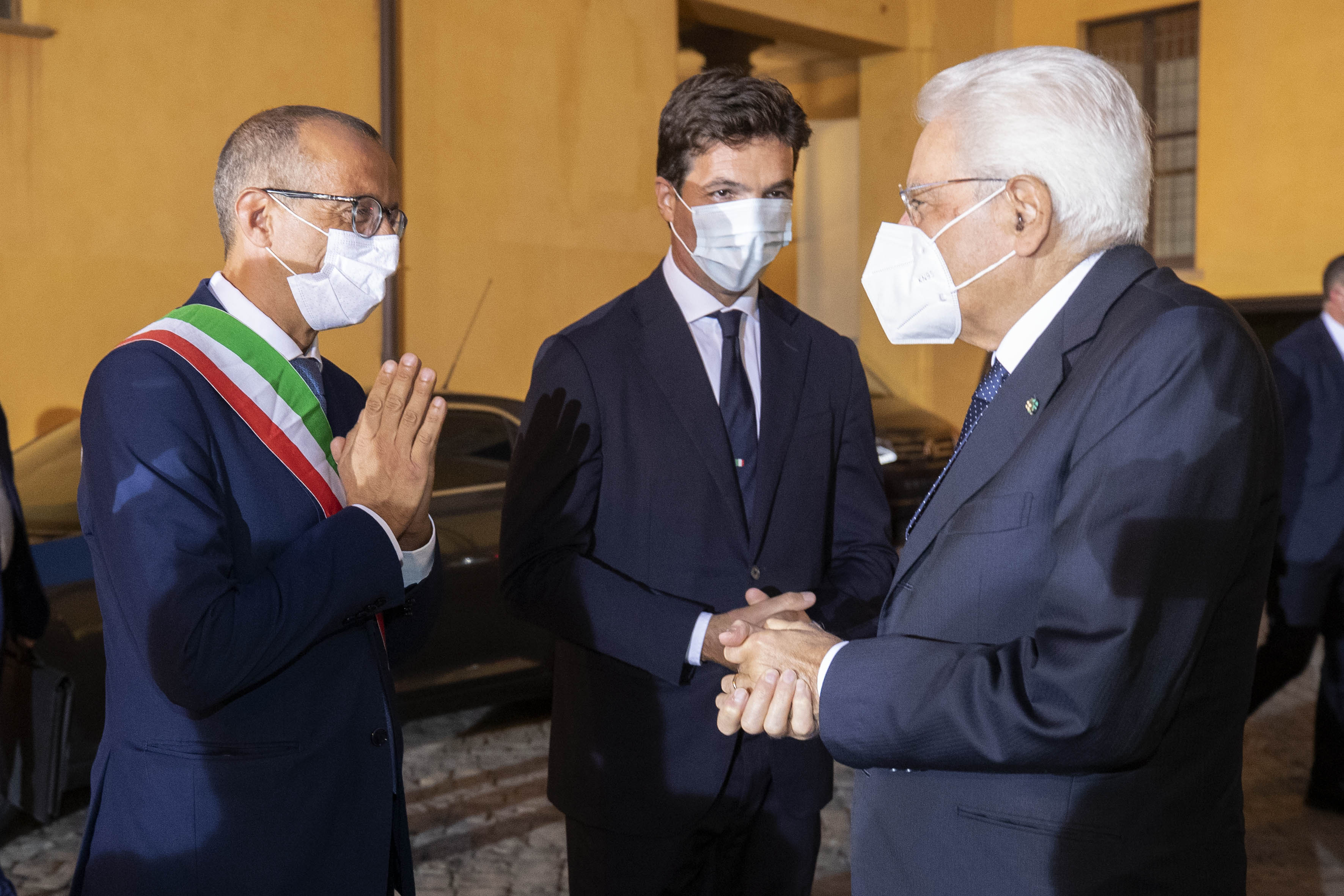
Acquaroli, assieme al sindaco di Pesaro Matteo Ricci e al presidente della Repubblica Sergio Mattarella, al concerto di chiusura della 42a edizione del Rossini Opera Festival

Il 22 giugno 2020, in vista delle elezioni regionali del 2020, viene candidato di nuovo alla presidenza della Regione Marche, proposto dal suo partito e venendo questa volta sostenuto da una coalizione di centro-destra formata da Fratelli d'Italia, Lega per Salvini Premier, Forza Italia, Popolari Marche - UDC e le liste civiche Civitas Civici e Movimento per le Marche (che include ex esponenti del M5S ed alcuni candidati del Partito Repubblicano Italiano e del Fronte Verde-Ecologisti Confederati). Alla tornata elettorale viene eletto presidente con il 49,13% dei voti, avendo la meglio sui candidati del centro-sinistra Maurizio Mangialardi (37,29%) e del Movimento 5 Stelle Gian Mario Mercorelli (8,62%), e divenendo il primo presidente di centro-destra delle Marche dall'introduzione del sistema ad elezione diretta. Il 30 settembre 2020 si insedia ufficialmente come presidente.
Terrà per sé le deleghe in materia di Rapporti con le istituzioni e con il capoluogo regionale, Programmazione, Politiche comunitarie, Turismo, Porti, Aeroporti e Interporto, Affari generali, istituzionali e legali, Sistema statico, Persone giuridiche e private, Ordinamento dell'informazione e della comunicazione, Nomine.
Il 20 ottobre presenta le proprie dimissioni da deputato, per l'incompatibilità della carica con quella di presidente della Regione, che vengono accolte il 22 ottobre e venendo sostituito da Lucia Albano.
Verso la fine del 2021 istituisce l'Agenzia per il Turismo e per l'Internazionalizzazione delle Marche (ATIM), per la quale fa stanziare circa 12 milioni di euro per il suo funzionamento in appena due anni, finendo al centro di un'inchiesta giornalistica di Report, che riporta come la Corte dei conti ritenga l'ATIM un "doppione inutile e costoso dell'assessorato al Turismo".

## Vita privata
È tifoso dell'Inter e sposato dal 2013 con Lucia Appignanesi; la coppia non ha figli.

## Controversie

### Cena fascista
Il 28 ottobre 2019 Acquaroli partecipa ad una cena, organizzata ad Acquasanta Terme dal segretario provinciale di Fratelli d'Italia, per celebrare l'anniversario della marcia su Roma, dove erano presenti altri esponenti locali di Fratelli d'Italia come il sindaco di Ascoli Piceno Marco Fioravanti, il suo vice Giovanni Silvestri e il vicesindaco di San Benedetto del Tronto (Ascoli Piceno) Andrea Assenti. In risposta Acquaroli ne prende le distanze e ne dichiara l'estraneità, sia a nome suo che del suo partito.
Durante la campagna elettorale per le elezioni regionali nelle Marche del 2020, a causa di questa ambigua presenza, viene accusato dal segretario del Partito Democratico Nicola Zingaretti di aver partecipato ad una "cena fascista". Acquaroli, dopo questa affermazione, sporge querela per diffamazione verso Zingaretti.